# Universitat de Prohoms de Ribera
La Universitat dels Prohoms de Ribera fou una societat de mercaders i constructors navals fundada a Barcelona a mitjans del segle xiii. La seva creació va ser reconeguda en els primers dies de 1258 en un privilegi sancionat pel rei Jaume I el Conqueridor i la seva missió inicial era vigilar i reparar el port. Es considera un antecedent del Consolat del Mar.
La universitat va redactar el mateix any 1258 unes Ordinacions pel règim de la dita Ribera, aprovades pel rei Jaume I el Conqueridor. Aquestes contenen aspectes mencionats i regulats més tard al Llibre del consolat de mar.